# Heilige Familie (Eichstätt)

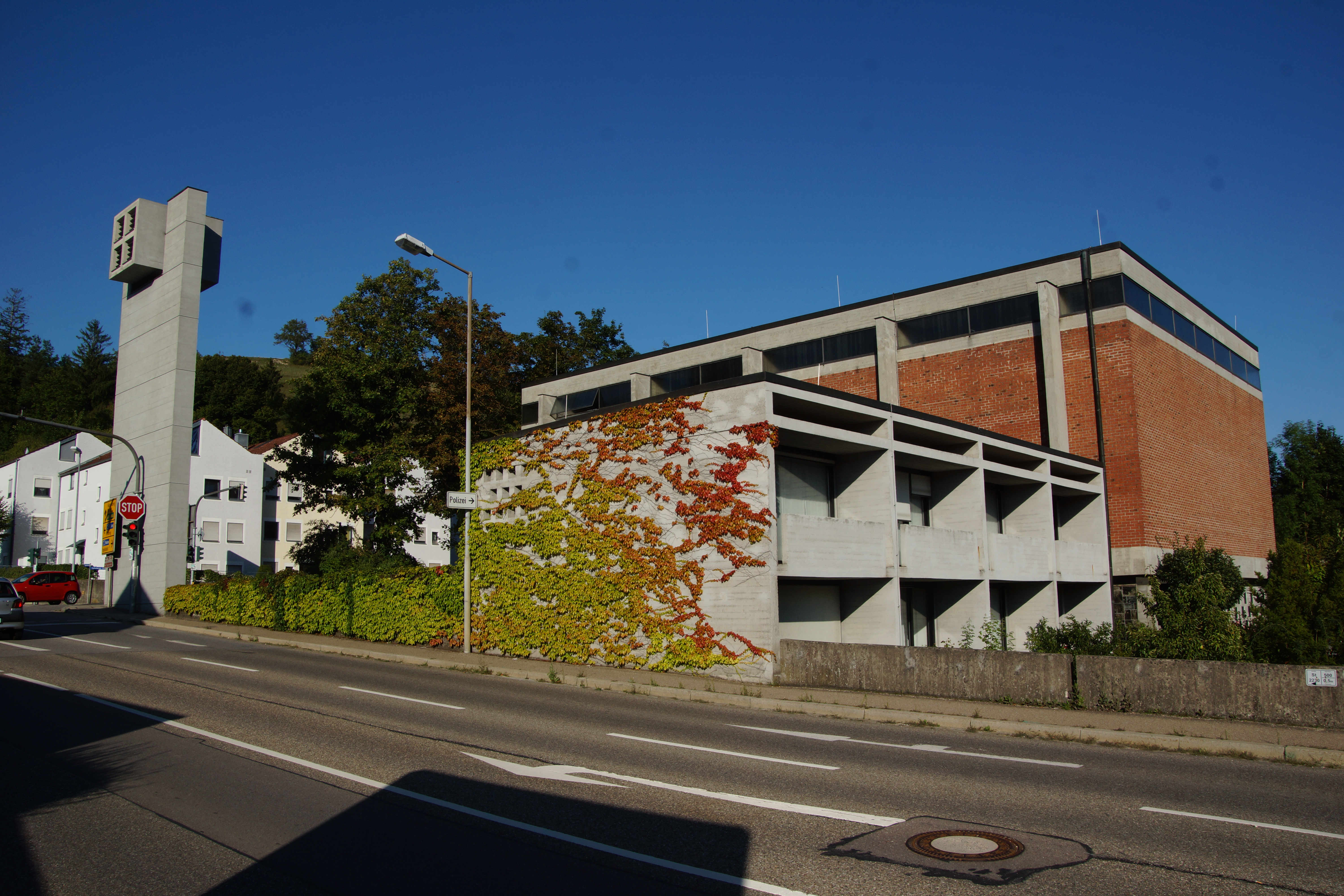
Pfarrkirche Heilige Familie in Eichstätt

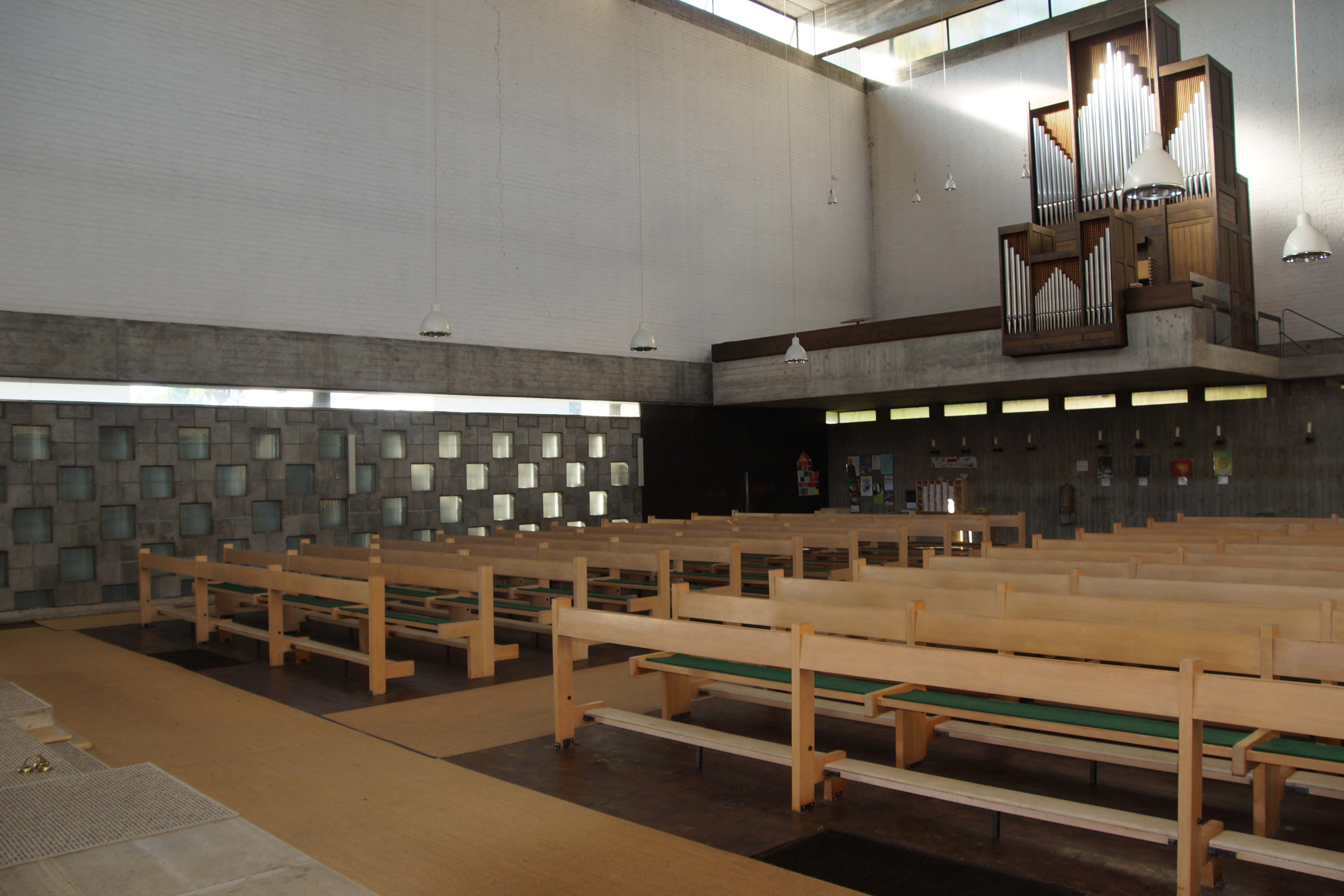
Kirchengestühl und Orgel

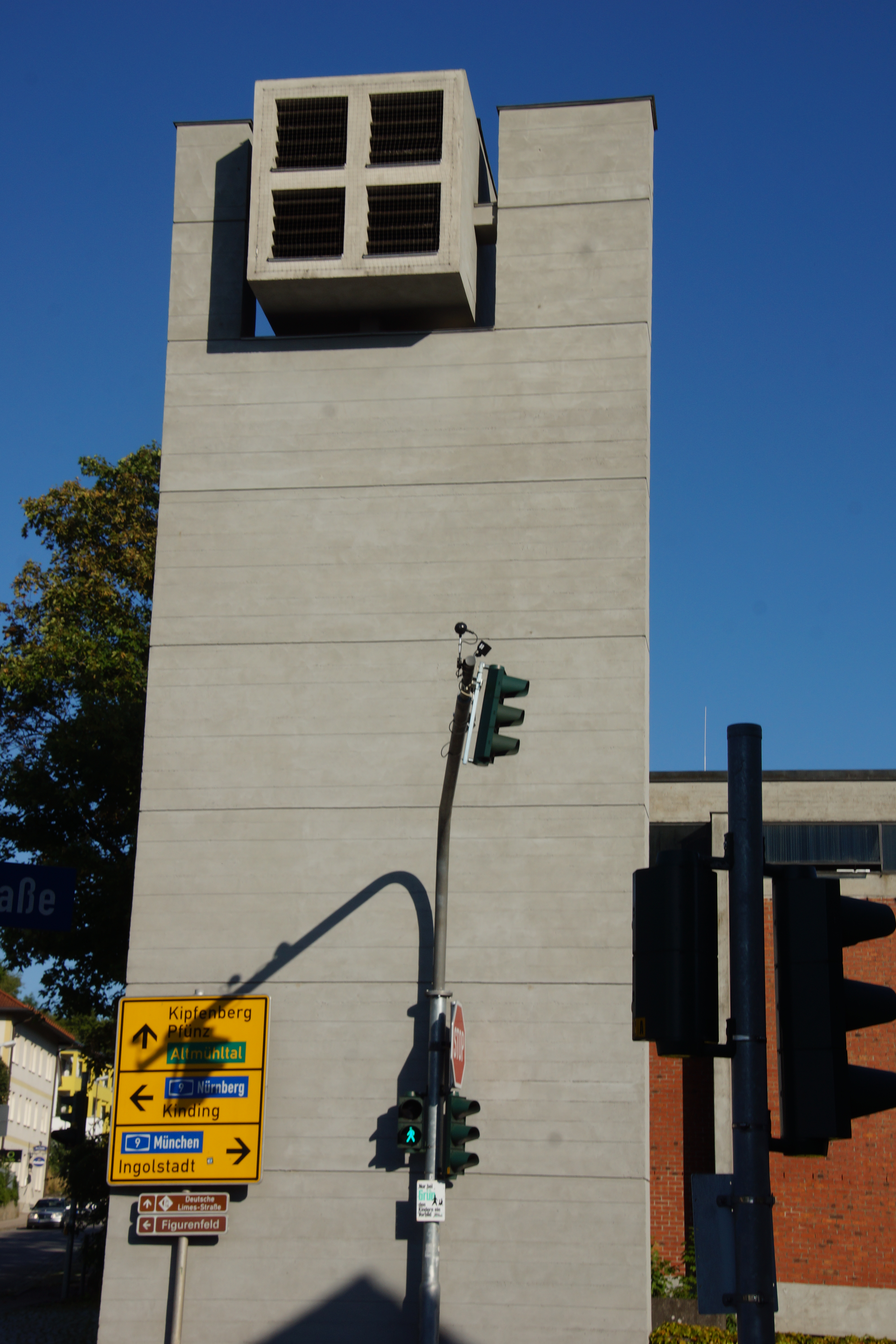
Glockenturm

Die römisch-katholische Pfarrkirche Heilige Familie in Eichstätt wurde 1965 nach Plänen des Eichstätter Diözesanbauamts unter Leitung von Diözesanbaumeister Karljosef Schattner im Stil des Brutalismus errichtet, wobei Ziegel und Beton, ähnlich wie bei der Kirche Christi Auferstehung in Köln von Gottfried Böhm, verwendet wurden. Der moderne Sakralbau ist unter der Aktennummer D-1-76-123-682 in der Denkmalliste Bayern eingetragen. Wegen Schäden an der Dachkonstruktion ist das Kirchengebäude seit November 2023 geschlossen.

## Geschichte
Die Kirche im Osten von Eichstätt wurde in den Jahren von 1963 bis 1965 in Ziegel-Betonbauweise errichtet. Bischof Alois Brems weihte die Kirche und versah sie mit dem Patrozinium Heilige Familie. 1983 baute Andreas Ott aus Bensheim eine zweimanualige Orgel mit 21 Registern.

## Architektur
Der freistehende Glockenturm, der an der Ecke einer belebten Straßenkreuzung steht, ragt architektonisch aus der Umgebung heraus. Vom Straßenniveau gelangt man über eine Treppe auf den tiefer gelegenen Hof, der den Lärm der Straße ausschließt. Das Innere ist schlicht gestaltet und wirkt, als Kontrast zum direkten Autoverkehr, als ein Raum der Ruhe.

## Projektbeteiligte
Mitarbeiter von Schattner war Andreas Fürsich. Die Altarinsel aus Juramarmor, der Tabernakel und die Altar- und Apostelleuchter aus Bronze wurde von Blasius Gerg entworfen. Der Kreuzweg stammt vom örtlichen Künstler und Professor Franz Rindfleisch. Der Glockengießer Friedrich Wilhelm Schilling war für die Glocke verantwortlich. Fotografisch dokumentiert wurde der Sakralbau von Ingrid Amslinger-Voth.

## Kontroverse
Einzelne Bewohner der Stadt Eichstätt äußerten sich kritisch.

## Nachlass
Die gesamten Planunterlagen wurden dem Architekturmuseum der Technischen Universität München nachgelassen.

## Baudenkmal
Die Anlage steht unter Denkmalschutz und ist im Denkmalatlas des Bayerischen Landesamtes für Denkmalpflege und in der Liste der Baudenkmäler in Eichstätt eingetragen.

## Kindergarten
Südlich der Kirche wurde in den Jahren von 2003 bis 2005 vom Diözesanbauamt Eichstätt unter Leitung von Diözesanbaumeister Karl Frey ein schlanker Gebäuderiegel zur  Nutzung als Kindergarten errichtet. Bewusst wurde eine Gasse angelegt, die als Fuge zwischen Alt und Neu dient. Die Gruppenräume sind Richtung Süden mit direktem Zugang zum Freibereich angeordnet. Die Räume, die weniger Tageslicht benötigen sind zur Gasse hin gerichtet. Gekonnt wird bei dem Neubau nicht dasselbe Baumaterial wie bei der bestehenden Kirche eingesetzt, sondern ein Holz-Massivbau aus industriellen Holzbauelementen mit einer aus unbehandelten Zedernholzbrettern Fassade, die ihre eigene Patina nach kurzer Zeit erhält. Das Münchner Ingenieurbüro Sailer, Stepan und Partner zeichnete verantwortlich für das Tragwerk. 2005 erhielt der Bau eine Engere Wahl beim Deutschen Holzbaupreis. Mitarbeiter waren Robert Fürsich und der spätere Diözesanbaumeister Richard Breitenhuber.